# Michał Wróbel
Michał Wróbel (* 3. prosince 1957, Krakov) je bývalý polský fotbalista, útočník. 

## Fotbalová kariéra
V polské nejvyšší soutěži hrál za Wislu Krakov, nastoupil ve 209 ligových utkáních, dal 33 gólů a v roce 1978 získal s týmem mistrovský titul. V Poháru mistrů evropských zemí nastoupil v 6 utkáních, v Poháru vítězů pohárů nastoupil ve 4 utkáních a dal 2 góly a v Poháru UEFA nastoupil v 5 utkáních a dal 1 gól. Za polskou reprezentaci nastoupil v roce 1979 ve 3 utkáních. Kariéru končil v nižších německých soutěžích v týmech FC Augsburg a VfL Kirchheim/Teck.

## Ligová bilance
| Ročník                   | Zápasy | Góly | Klub         |
| ------------------------ | ------ | ---- | ------------ |
| 1. polská liga 1975/1976 | 4      | 0    | Wisla Krakov |
| 1. polská liga 1976/1977 | 23     | 5    | Wisla Krakov |
| 1. polská liga 1977/1978 | 18     | 0    | Wisla Krakov |
| 1. polská liga 1978/1979 | 21     | 2    | Wisla Krakov |
| 1. polská liga 1979/1980 | 21     | 3    | Wisla Krakov |
| 1. polská liga 1980/1981 | 23     | 7    | Wisla Krakov |
| 1. polská liga 1981/1982 | 22     | 5    | Wisla Krakov |
| 1. polská liga 1982/1983 | 23     | 6    | Wisla Krakov |
| 1. polská liga 1983/1984 | 26     | 3    | Wisla Krakov |
| 1. polská liga 1984/1985 | 28     | 1    | Wisla Krakov |
| 2. polská liga 1985/1986 | 26     | 9    | Wisla Krakov |
| CELKEM 1. polská liga    | 209    | 33   |              |